# Ombriens
Les Ombriens (Umbri en latin) sont un peuple italique d'Italie septentrionale et centrale.
À l'époque historique, on les situe entre le Haut-Tibre et les Apennins. On peut cependant penser que leur extension était auparavant beaucoup plus grande : jusqu'à la mer Tyrrhénienne à l'ouest et jusqu'à l'Adriatique à l'est. Ils auraient ensuite reculé devant les peuples sabelliques et ensuite celtiques d'une part et devant les Étrusques d'autre part. Ils entrent en contact avec Rome en 310, et plusieurs tribus sont soumises dès 308, puis en 299, avant d'être finalement vaincues par Rome à la bataille de Sentinum en 295. Les Ombriens sont ensuite progressivement incorporés à l'État romain avant le milieu du IIIe siècle av. J.-C.
Leur langue, l'ombrien, nous est connue grâce à la découverte des sept tables eugubines de bronze à Gubbio en 1444, qui décrivent des rites lustratoires et apotropaïques. Il s'agit d'une langue indo-européenne, du groupe osco-ombrien.

## Les Ombriens dans l'histoire romaine
La première référence de Tite-Live aux Ombriens date de l’invasion celtique de la plaine du Pô et notamment de l’Étrurie padane au début du IVe siècle av. J.-C. L'auteur romain rapporte que les Boïens et les Lingons chassent les Étrusques et les Ombriens du sud de la plaine du Pô, sans toutefois descendre dans les Apennins. Auparavant, les Ombriens avaient déjà reculé devant les peuples sabelliques (Sabins) ainsi que devant les Étrusques. Hérodote, au Ve siècle av. J.-C., explique en effet que les Étrusques se sont installés « en Ombrie ».

### Guerre romano-étrusque (311-308)

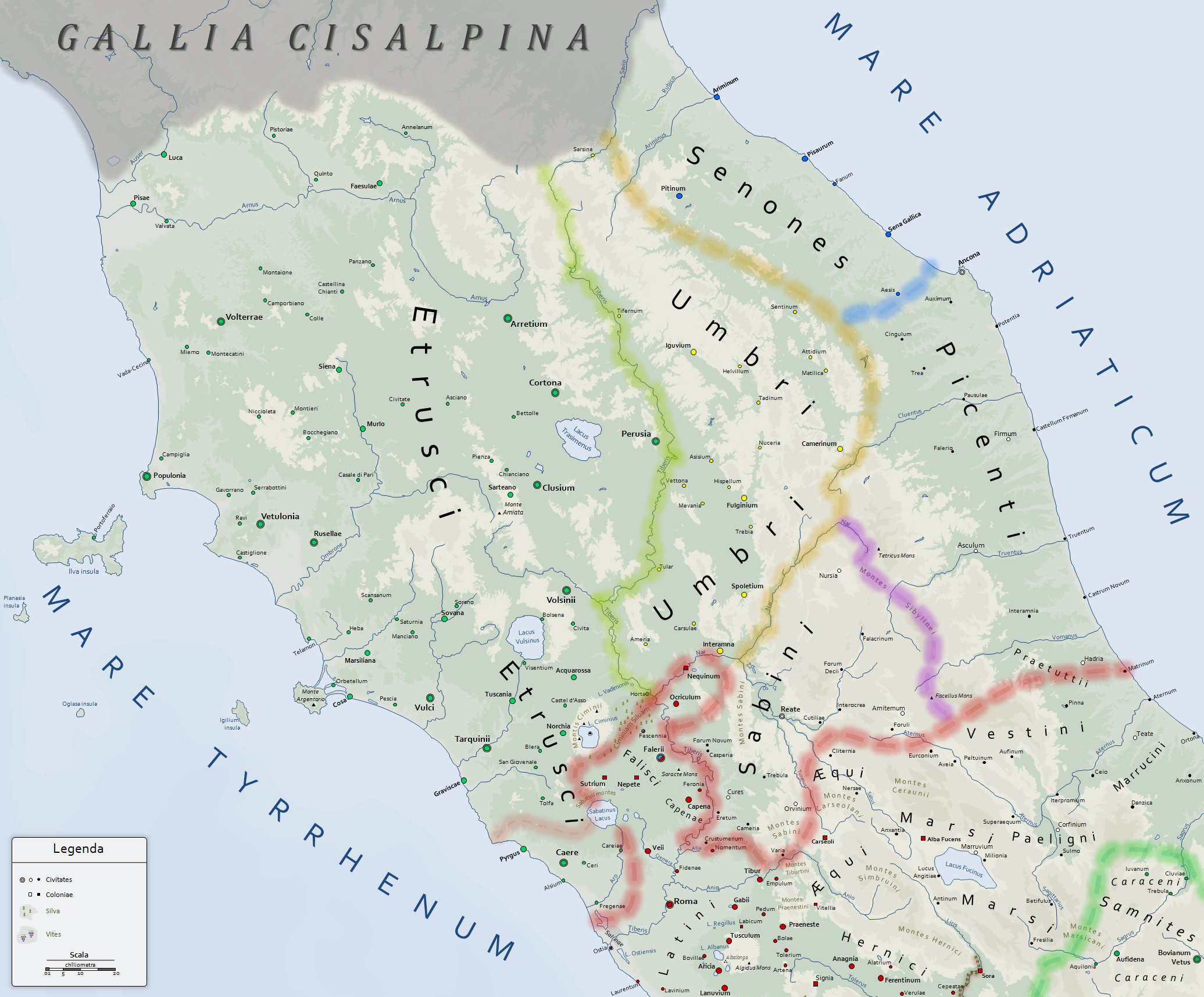
Les Ombriens sur une carte du nord de l'Italie ancienne, au tout début du

Les Ombriens ne réapparaissent dans le récit de Tite-Live qu'en 310, dans le récit du conflit romano-étrusque de la deuxième guerre samnite. Le consul Quintus Fabius Maximus Rullianus lance une offensive audacieuse au cœur de l'Étrurie, pour la première fois de l'histoire romaine,,, à travers l'impénétrable forêt ciminienne jugée comme étant un défilé infranchissable et sauvage. Il s'agit du massif du mont Viterbe qui marque alors la frontière entre l'Étrurie indépendante et les cités soumises par Rome.
Les Romains battent ensuite les Étrusques au lac Vadimon (situé tout proche de la forêt, à la frontière étrusco-ombrienne). Certaines tribus ombriennes, se sentant en danger devant cette intrusion romaine au nord, entrent en guerre mais sont vaincues.
En 308, les Ombriens qui ont souffert du passage de l'armée romaine sur leur territoire reprennent la guerre et veulent marcher sur Rome. Decius Mus quitte l'Étrurie et campe entre Rome et Gabies tandis que son collègue Fabius Maximus, alors dans le Samnium, remonte à Mevania, dans le sud de l'Ombrie. Il vainc les Ombriens et selon les dires de Tite-Live, « les jours suivants, toute l'Ombrie se rend ; seuls les Ocriculans reçoivent une promesse d'alliance ».

### Troisième guerre samnite (303-295)
Tite-Live rapporte en l'an 303 une petite expédition romaine en Ombrie.
En 299, Rome prend la ville ombrienne de Nequinum qui est peut-être l'élément déclenchant la troisième guerre samnite en 298. Les Romains fondent sur place la colonie de Narnia.
En 296, une coalition prend forme contre Rome, avec en plus de troupes étrusques et samnites, certaines tribus ombriennes et d'importants contingents de mercenaires gaulois, principalement Sénons. Le poids de la domination romaine dans le centre de l'Italie unit des peuples pourtant hétérogènes aux intérêts divergents : toute l'Italie centrale est en arme contre une « tyrannie intolétable écrit Tite-Live ». Les Romains ne sauront empêcher la jonction des forces coalisées, hormis les Étrusques qu'ils maintiendront essentiellement sur leurs terres.
En 295, une légion romaine campe près de Clusium sous les ordres d'un propréteur, Lucius Cornelius Scipio Barbatus. Les sources de Tite-Live divergent, mais la légion romaine subit une défaite, qui va selon les sources d'une simple embuscade à un désastre complet. Quant aux ennemis, il s'agit soit de Gaulois Sénons, ce que pense Tite-Live, soit d'Ombriens. Outre l'armée complète menée par les deux consuls, deux autres légions sont levées pour faire face à la menace des coalisés en Étrurie, commandées par deux propréteurs, une campe sur le territoire falisque, l'autre sur la plaine vaticane aux abords de Rome.
Les consuls traversent les Apennins et rencontrent l'armée des coalisés sur le territoire de Sentinum, au nord de l'Ombrie. L'armée coalisée étant importante et composée de peuples différents, elle se divise en deux : d'une part les Samnites et les alliés gaulois, d'autre part les Étrusques et les Ombriens. Sur ordre des consuls, les deux légions proprétoriennes ravagent les terres étrusques autour de Clusium de l'autre côté des Apennins, attirant l'armée étrusco-ombrienne. Les consuls romains engagent ensuite le combat contre l'armée samnito-gauloise de Gellius Egnatius. Selon Polybe, les forces étrusco-ombriennes n'ont jamais été présentes, ce qui est l'avis des auteurs modernes quant aux Étrusques, alors que les Ombriens ont peut-être combattu aux côtés des Samnites et des Gaulois. Les historiens modernes retiennent par contre l'idée de diversions romaines qui retiennent les Étrusques sur leurs terres,, voire aussi les Ombriens.
Débute alors la bataille de Sentinum, longtemps indécise entre des forces égales si l'on en croit le récit de Tite-Live, mais qui se termine par une victoire totale pour Rome.

### Soumission des Ombriens
En parallèle de la conquête romaine de l'Étrurie qui dure jusqu'en 264, les Ombriens sont assujettis avec l'incorporation de cités comme Terni, Spolète ou Foligno et l'octroi de traités d'alliance avec Iguvium et Camerino.
En 268 et 241, il s'ajoute deux colonies romaines en Ombrie en plus de celle de Narnia et Interamna Nahars datant de 299. Au cours du IIIe siècle av. J.-C., environ 40 000 Romains s'installent dans la région. La Via Flaminia liant les terres de l'Ombrie est terminée en 220.